# Siegfriedstellung

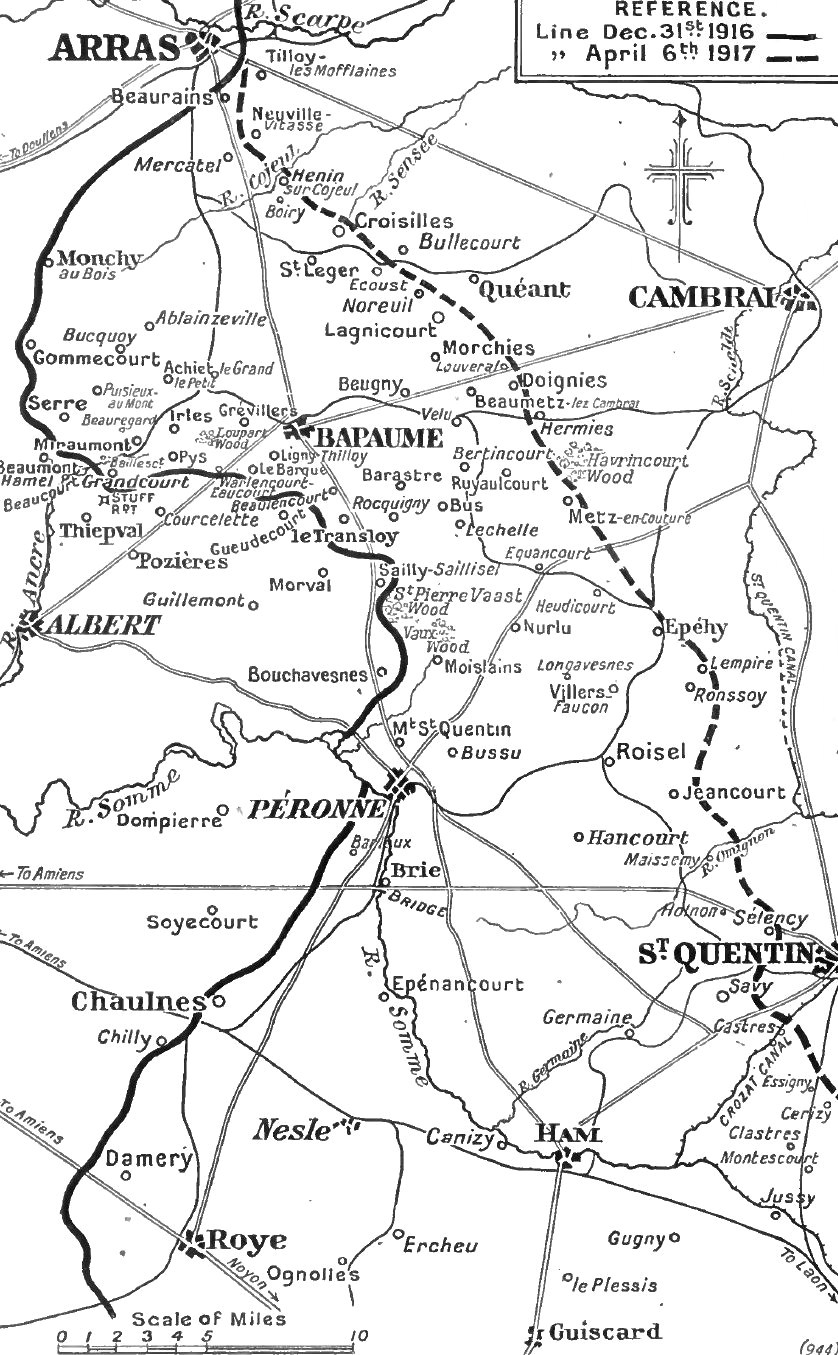
Deutscher Rückzug auf die Siegfriedstellung im März 1917

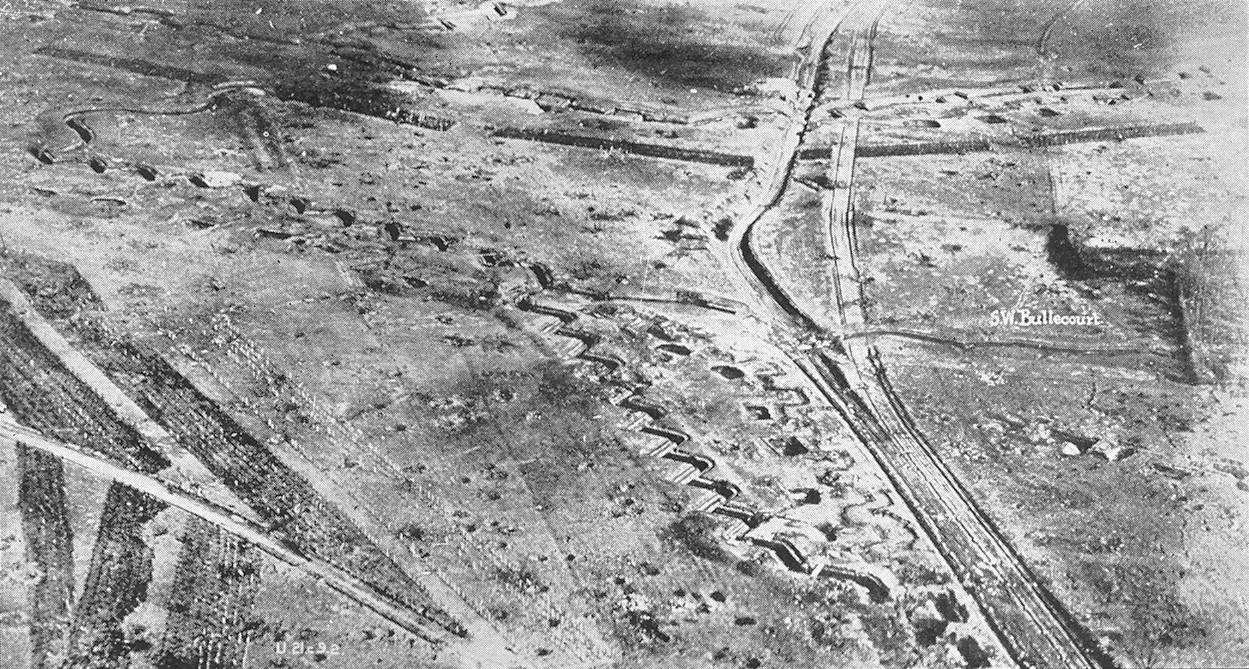
Siegfriedstellung bei Bullecourt

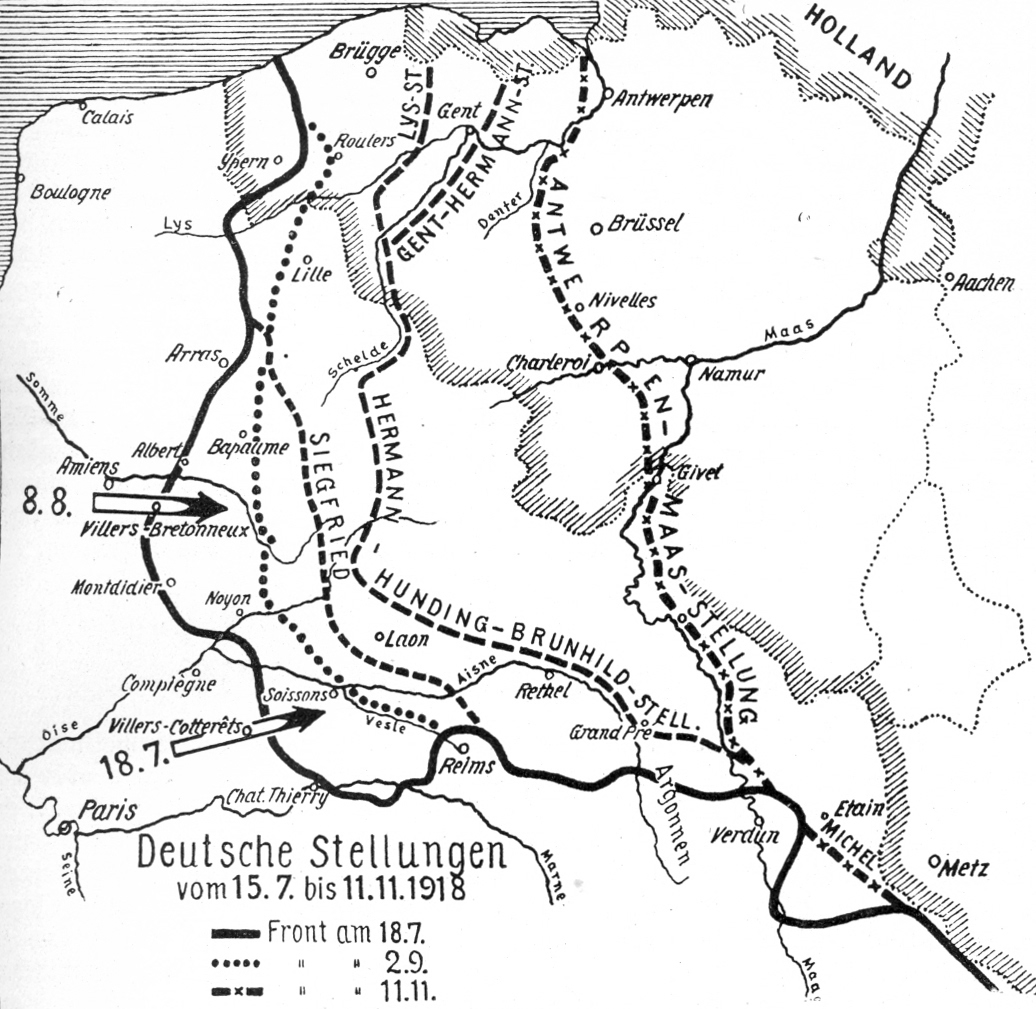
Siegfriedstellung und weitere deutsche Verteidigungslinien 1918

Die Siegfriedstellung oder Siegfriedlinie war eine Defensivstellung der deutschen Truppen an der Westfront in Nordfrankreich im Ersten Weltkrieg. Sie wurde 1916/17 in fünf Monaten von 500.000 Arbeitern gebaut, darunter auch deutsche Zivilisten und russische Kriegsgefangene. Die Stellung war etwa 160 km lang und erstreckte sich von Arras über Saint-Quentin bis Soissons. Sie wurde gebaut, um die Front um 50 Kilometer zu verkürzen und so 13 Divisionen weniger zu benötigen. Dafür wurde ein Frontvorsprung aufgegeben. Der Rückzug fand Mitte März 1917 statt.
Die Siegfriedstellung wurde am 27. September 1918 durchbrochen. Zwei Tage später setzte sich Ludendorff für ein sofortiges Waffenstillstandsangebot an US-Präsident Woodrow Wilson ein.
Die Alliierten nannten sie in Anspielung auf den Oberbefehlshaber Paul von Hindenburg auch Hindenburglinie. Der Name „Siegfriedstellung“ spielte hingegen auf Siegfried den Drachentöter aus der Nibelungensage an. Diese Sage war damals, auch durch die Wagner-Oper Siegfried, sehr populär.

## Entstehung
Die Oberste Heeresleitung plante seit längerer Zeit einen strategischen Rückzug. Nach den schweren Verlusten der Somme-Schlacht des Jahres 1916 sollte die Front verkürzt werden, um so Menschen und Material einzusparen und für anstehende Offensiven an anderen Fronten freizumachen. Als die deutsche Armee von der geplanten Großoffensive der Entente Anfang 1917 erfuhr, beschloss man, die Frontverkürzung und den Rückzug durchzuführen. Ansonsten drohte eine Überforderung der eigenen Kräfte und der Durchbruch des Gegners. Beim Rückzug wurden systematisch alle Unterkünfte, Infrastruktur und Versorgungseinrichtungen zerstört und 125.000 Menschen, Bewohner in dieser Region, wurden zwangsevakuiert. Die Vorbereitungen des Rückzugs verliefen unter der Tarnbezeichnung „Alberich“ vom 9. Februar bis 15. März; der Rückzug selber erstreckte sich auf drei Tage vom 16. bis zum 19. März 1917.

## Weiterer Verlauf
Im Verlauf der Frühjahrsoffensive 1918 kamen die deutschen Truppen, ähnlich wie 1914 in der Schlacht an der Marne, Ende Mai 1918 erneut auf 40 bis 50 Kilometer an Paris heran. Im Ergebnis bedeutete dieser Vorstoß aber lediglich eine Überdehnung der deutschen Frontlinien. Nach dem Scheitern der Offensive Marneschutz-Reims Mitte Juli 1918 war das deutsche Heer endgültig in der Defensive. Zunächst kam es zur zweiten Schlacht an der Marne (15. Juli–6. August 1918). Am 8. August begann die Schlacht bei Amiens. Sie leitete die alliierte Hunderttageoffensive ein. Ende August und Anfang September wurden die deutschen Truppen im Sommeabschnitt auf ihre Ausgangsstellungen vor der Frühjahrsoffensive (Hindenburglinie) um Saint-Quentin zurückgedrängt. Am 26. September 1918 begannen die Alliierten zeitgleich den Angriff auf die Siegfriedstellung und die Maas-Argonnen-Offensive.

## Durchbruch

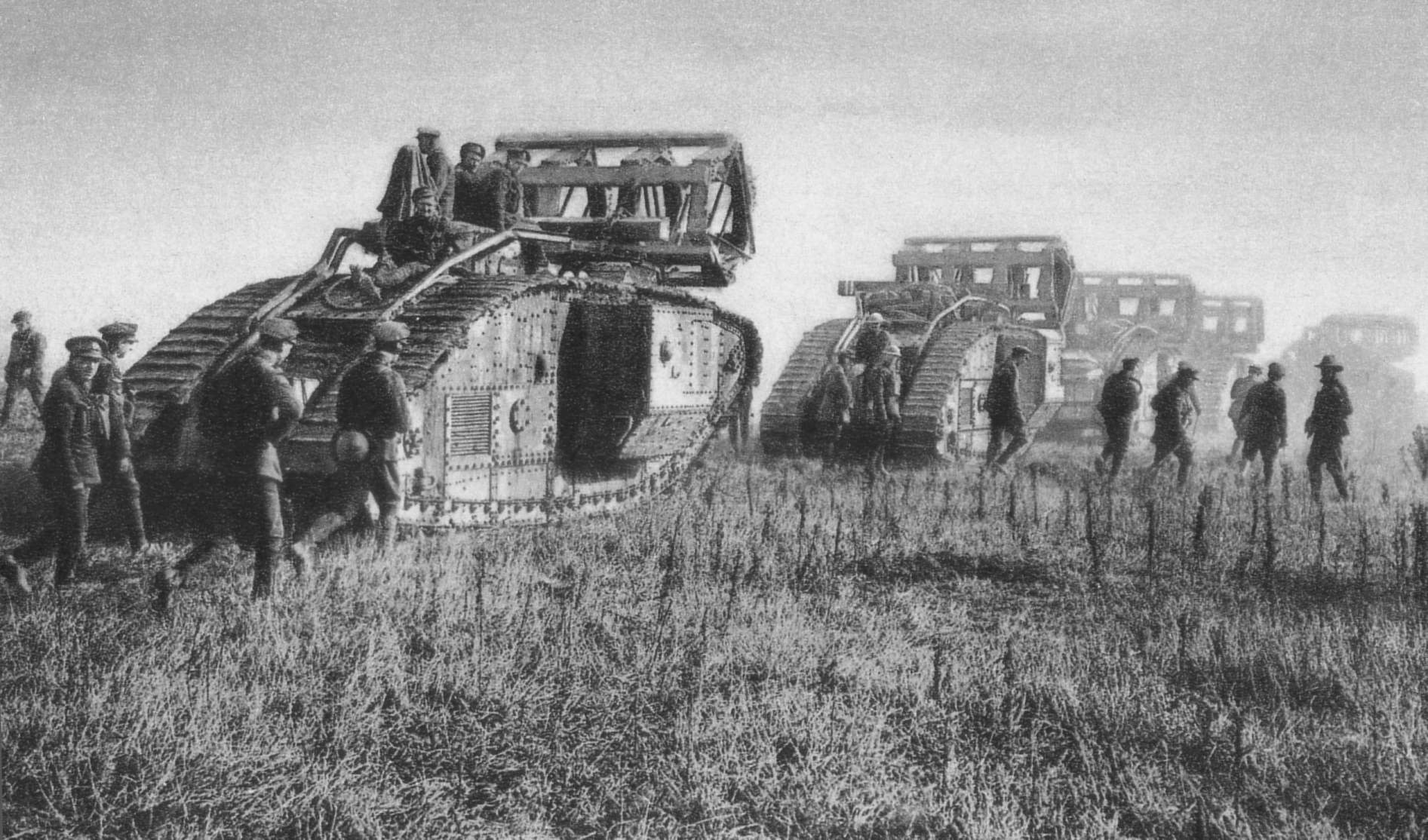
Angriff von Mark V-Panzern mit Faschinen bei der Schlacht am Saint-Quentin-Kanal

Die Siegfriedstellung wurde am 27. September 1918 von britischen Divisionen durchbrochen. Da es östlich von ihr keine militärischen Befestigungsanlagen des Deutschen Reichs mehr gab, bestand seitdem die akute Gefahr, dass die deutsche Westfront zusammenbrechen würde. Der alliierte Sieg an der Siegfriedstellung war einer der Gründe, aus denen Generalquartiermeister Erich Ludendorff am 29. September 1918 die Einleitung von Waffenstillstandsverhandlungen und die Parlamentarisierung des Reiches verlangte. Der strategische Rückzug war die einzige Möglichkeit, auf die Überlegenheit der Alliierten zu reagieren. Dabei war er nur als Provisorium für spätere Offensiven gedacht. Am 9. November 1918 wurde dem Drängen der Obersten Heeresleitung (OHL) nach einem Waffenstillstand stattgegeben. Der Erste Weltkrieg war faktisch beendet.